# Juan Nepomuceno Méndez Sánchez
Juan Nepomuceno Méndez Sánchez (Tetela, Puebla, 2 de juliol de 1820 - Ciutat de Mèxic, 29 de novembre de 1894), fou president interí de Mèxic d'11 de desembre de 1876 fins al 17 de febrer de 1877.
Abans d'arribar a la presidència va participar en el combats contra els nord-americans el 1847. El 1854 es pronuncià a favor del Pla d'Ayutla. Al costat del general Zaragoza derrotà els francesos a la batalla de Puebla el 5 de maig de 1862, com a militant de l'Exèrcit d'Orient contra la invasió francesa. Realitzà la revolta de Tuxtepec el 1876. Durant aquest episodi, en ocupar la Ciutat de Mèxic, Porfirio Díaz va voler guardar les formes legals i va nomenar Méndez com a president interí. Al seu torn, el nou cap de l'executiu va nomenar Díaz general en cap de l'exèrcit d'operacions, amb l'encomana de reduir les últimes forces de Sebastián Lerdo de Tejada i de José María Iglesias, els quals també reclamaven per la seva banda la presidència. Quan Porfirio Díaz va aconseguir imposar-se militarment als seus enemics a principis de 1877, Méndez li va lliurar el poder. Més tard va ser governador de l'estat de Puebla en dues ocasions (1880 i 1885) i president de la Suprema Cort Militar.